# Río Porma
El río Porma es un cauce fluvial catalogado como río que recorre de norte a sur la parte septentrional de la provincia de León (España).
El arroyo de Zampuerna (antiguamente Fuente Puerma), nace en la Sierra del Mongayo entre el Pico Mongayo y el Collado Remelende, en el Valle los Carros; pasa por el puerto de Las Señales, cerca de las Lagunas de Valdecarrín, y cerca de Sestil del Páramo se une al arroyo los Carros, dando lugar a la Fuente del Porma; atravesando el Pinar de Lillo se le unen el arroyo del Pinar y el arroyo del Pinzón, este último bajo el puente los Hitos; ya cerca de Cofiñal se le unen el río Isoba, que nace en el puerto de San Isidro y pasa por la localidad de Isoba, y el arroyo Tronisco, dando lugar al río Porma en sí.
Dejando atrás Cofiñal, entre Puebla de Lillo y Redipollos, vierten sus aguas el Arroyo de la Fuentona, el río Bueno y el río Silván. 
A la altura de Camposolillo, antes de formar el embalse del Porma, vierte sus aguas el río Solle; y ya en el Embalse vierten sus aguas el arroyo de Valdehuesa, el arroyo La Friera, el arroyo Llamargón, el arroyo Rucayo, el arroyo de Barbadillo, el río Orones, el arroyo de Arianes y el arroyo del Piornal de Vegamián. Bajo sus aguas quedaron las poblaciones de Vegamián, Campillo, Ferreras, Quintanilla, Armada y Lodares; Utrero y Camposolillo fueron expropiados; y Rucayo y Valdehuesa quedaron incomunicados.
Pasa por Boñar y desemboca a la altura de Roderos en el río Esla, afluente del Duero. Tiene dos ríos afluentes: el río Curueño y el río Moro, y varios arroyos como el Juncosa y Hontoria en el pueblo de Lugán.

## Localidades que atraviesa
- Municipio de Puebla de Lillo:
  - Cofiñal
  - Puebla de Lillo
  - Redipollos
  - Camposolillo
  - San Cibrián de la Somoza
- Bajo el embalse del Porma:
  - Vegamián
  - Campillo
  - Ferreras
  - Quintanilla
  - Armada
  - Lodares
  - Utrero
  - Camposolillo
- Municipio de Boñar;
  - Rucayo;
  - Valdehuesa;
  - Valdecastillo;
  - Cerecedo;
  - Boñar;
  - Barrio de las Ollas;
  - La Vega de Boñar;
- Municipio de Vegaquemada;
  - La Mata de la Riba;
  - Palazuelo de Boñar;
  - Vegaquemada;
  - Candanedo de Boñar;
  - Lugán;
- Municipio de Santa Colomba de Curueño;
  - Ambasaguas de Curueño;
  - Devesa de Curueño;
- Municipio de Vegas del Condado;
  - Cerezales del Condado;
  - Vegas del Condado;
  - Villanueva del Condado;
  - San Cipriano del Condado
  - San Vicente del Condado;
  - Villafruela del Condado;
  - Secos del Condado;
  - Castrillo del Condado;
- Municipio de Valdefresno;
  - Santa Olaja de Porma;
  - Santibáñez de Porma;
- Municipio de Villasabariego:
  - Villimer;
  - Villabúrbula;
  - Villafañe;
  - Villarente;
  - Puente Villarente;
- Municipio de Villaturiel;
  - Marne;
  - Villaturiel;
  - Mancilleros;
  - San Justo de las Regueras;
  - Roderos;
- Municipio de Mansilla Mayor
  - Villamoros de Mansilla;
  - Nogales;
  - Villaverde de Sandoval.

## Deporte
El río Porma es buen río truchero de la provincia de León, donde se puede ejercer el deporte de la pesca.
- Cotos de pesca:
  - LE-23 Coto Vegamián:
    - Longitud: 8 km
    - Límites: 
      - Puente de Redipollos a Puebla de Lillo (1.130 m s. n. m.) 43°00′14″N 5°15′59″O / 43.00389, -5.26639
      - Estrecho entre Peña Armada y Peña Utrero (1.090 m s. n. m.) 42°57′36″N 5°16′08″O / 42.96000, -5.26889

    - Periodo: del 6 de abril al 31 de julio (martes, sábado, domingo y festivos; jueves sin muerte)
    - Cupo: 4 ejemplares
    - Talla mínima: 24 cm

  - LE-25 Coto Vegaquemada:
    - Longitud: 7,5 km
    - Límites: 
      - Puente de La Mata de la Riba a La Vega de Boñar (950 m s. n. m.) 42°51′12″N 5°20′7″O / 42.85333, -5.33528
      - Presa de la central hidroeléctrica de Lugán (920 m s. n. m.) 42°47′56″N 5°20′41″O / 42.79889, -5.34472

    - Periodo: del 6 de abril al 31 de agosto (martes, sábado, domingo y festivos; jueves sin muerte)
    - Cupo: 4 ejemplares
    - Talla mínima: 24 cm

  - LE-26 Coto Cerezales:
    - Longitud: 6,5 km
    - Límites: 
      - Azud de Sotopuerto (890 m s. n. m.) 42°43′53″N 5°21′19″O / 42.73139, -5.35528
      - Desagüe de la piscifactoría de Vegas del Condado (850 m s. n. m.) 42°41′0″N 5°21′21″O / 42.68333, -5.35583

    - Periodo: 
      - Con muerte: Del 6 de abril al 31 de agosto (martes, sábado, domingo y festivos; jueves sin muerte)
      - Sin muerte: Del 1 de septiembre al 15 de octubre

    - Cupo: 4 ejemplares
    - Talla mínima: 24 cm

  - LE-27 Coto El Condado I:
    - Longitud: 5,3 km
    - Límites: 
      - Puerto del Catalán (840 m s. n. m.) 42°38′49″N 5°22′12″O / 42.64694, -5.37000
      - Desagüe de la piscifactoría de Castrillo del Condado (820 m s. n. m.) 42°36′41″N 5°23′19″O / 42.61139, -5.38861

    - Periodo: 
      - Con muerte: Del 6 de abril al 31 de agosto (martes, sábado, domingo y festivos; jueves sin muerte)
      - Sin muerte: Del 1 de septiembre al 15 de octubre

    - Cupo: 4 ejemplares
    - Talla mínima: 26 cm

- Condado II, Coto Sin Muerte (5,7 km): tramo sin muerte, desde el final del Condado I hasta Villimer.

- En Remellán: Coto de Remellán, Coto Especial (x, x km);
- En Marne (León): Coto de Marne, Coto Intensivo (x, x km):

Límites: Desde la gravera de Marne hasta la escollera de Villanueva de las Manzanas;
- Coto del Embalse del Porma, Tramo Libre Sin Muerte (10,0 km):

Límites: Todo el embalse
- En Valderrodezno: Coto de Porma, Tramo Libre Sin Muerte (3,5 km).

Límites: desde el puente de Valderrodezno nacimiento del río Dueñas hasta el desagüe de la Central de Sorriba.

## Embalse
En la parte alta de este río se encuentra el embalse homónimo, de un volumen de 317 hm³ y cerrado por una presa de gravedad y contrafuerte.
Inaugurado en 1969, sus aguas cubrieron e hicieron desaparecer a varios pueblos. A la entrada del embalse, una placa recuerda los nombres de los pueblos sumergidos.

## Arciprestazgo
Da nombre al Arciprestazgo de Porma.